# Cà de' Bolli
Ca' de' Bolli (Cà di Bui in dialetto lodigiano) è una frazione del comune lombardo di San Martino in Strada.

## Storia
La località, piccolo borgo agricolo, fu attestata per la prima volta nel 1409. Comune autonomo, comprendeva le frazioni di Ca' del Conte e Mairana.
In età napoleonica (1809-16) Ca' de' Bolli fu frazione di San Martino in Strada, recuperando l'autonomia con la costituzione del regno Lombardo-Veneto.
Nel 1841 fu aggregato a Ca' de' Bolli il comune di Pompola con le frazioni di Pompolina e Cà del Quintè.
All'Unità d'Italia (1861) il comune contava 377 abitanti. Nel 1869 Ca' de' Bolli fu aggregata definitivamente a San Martino in Strada.
Attualmente, in seguito allo spopolamento delle aree rurali, Ca' de' Bolli conta solo pochi abitanti, presentandosi come un grosso cascinale. Lungo la strada provinciale Lodi - Castiglione d'Adda è sorto negli ultimi decenni un insediamento produttivo, battezzato "Zona industriale Ca' de' Bolli".